# Lluís Clotet
Lluís Clotet i Ballús (Barcelona 1941) es un arquitecto y profesor universitario español. 

## Biografía
Nació el 31 de julio de 1941 en la ciudad de Barcelona. Estudió arquitectura a la Escuela Técnica Superior de Arquitectura de Barcelona, centro dependiente en aquellos años de la Universidad de Barcelona pero que luego se integraría en la Universidad Politécnica de Cataluña cuando esta fue creada, donde se graduó el 1965 y del cual fue profesor entre 1977 y 1984.

## Actividad profesional
Inició su carrera en el taller profesional de Federico Correa y Alfons Milà. En el año 1964 fundó el "Estudio PER" junto a Pep Bonet, Christian Cirici y Óscar Tusquets, con el que colaboró hasta el 1981. En el año 1989 se asoció con Ignacio Paricio Ansuátegui, creando "Clotet.Paricio & Assoc. SL". 
Entre las muchas obras realizadas destacan la sede del Banco de España en Gerona (1981 - 1989), las viviendas de la Villa Olímpica de Barcelona (1989 - 1992), la remodelación del Palacio de la Música Catalana (1982), del Depósito de Aguas (1984 - 1992) y del Convento de los Àngeles (1982 -1992), o la reforma de la Lonja del Mar (1973 - 1981) y del MACBA (2006). 
El 1999 fue galardonado, junto con su socio Ignacio Paricio, con el Premio Nacional de Patrimonio Cultural. Ha sido galardonado seis veces con el Premio FAD, dos veces en la categoría de interiorismo los años 1965 y 1972, y cuatro más en arquitectura el 1979, 1980, 1988 y 1989.